# قشلاق تومار (مقاطعة بيله سوار)
قشلاق تومار (بالفارسية: قشلاق تومار) هي مستوطنة تقع في إيران في قسم قشلاق الجنوبي الريفي. يقدر عدد سكانها بـ 24 نسمة .